# Fabian Rießle
Fabian Rießle (n. 18 decembrie 1990, Freiburg im Breisgau, Germania) este un sportiv ce a reprezentat Germania, medaliat olimpic. A participat la o ediție a Jocurilor Olimpice (2014) în care a câștigat o medalie de argint.

## Participări
Lista de mai jos prezintă principalele competiții la care a participat Fabian Rießle de-a lungul carierei.
- Nordic combined at the 2014 Winter Olympics – team large hill/4 × 5 km[*]